# Ahmed Kantari
Ahmed Kantari (Blois, Francia, 28 de junio de 1985), futbolista marroquí, de ascendencia francesa retirado. Jugaba de defensa y actualmente es segundo entrenador del Valenciennes FC de Francia.

## Selección nacional
Ha sido internacional con la selección de fútbol sub-21 de Marruecos.

## Clubes
| Club                | País    | Año       |
| ------------------- | ------- | --------- |
| Paris Saint-Germain | Francia | 2000-2006 |
| RC Strasburgo       | Francia | 2006-2008 |
| Stade Brest         | Francia | 2008-2013 |
| RC Lens             | Francia | 2013-2015 |
| Toronto FC          | Canadá  | 2015      |
| Valenciennes FC     | Francia | 2016-2019 |